# 司馬崇 (新蔡王)
司马崇（4世纪—402年），东晋宗室，汝南文成王司马亮玄孙，汝南怀王司马矩曾孙，汝南威王司马祐之孙，新蔡王司馬邈之子，新蔡王司马晃之弟。
桓温免司馬晃为庶人，徙至衡阳。太元九年（384年）十月庚午，晋孝武帝立司馬崇继司馬邈后，封新蔡王（治今河南省新蔡县）。隆安三年（399年）十一月甲寅，孙恩攻下会稽郡，内史王凝之被杀，临海郡太守新蔡王司马崇、吴国内史桓谦、义兴郡太守魏隐弃官遁逃，吴兴郡太守谢邈、永嘉郡太守司马逸遇害。元兴元年（402年）七月乙亥，司马崇被其奴婢所害。其子司馬惠即位。
| 前任： 司马晃 | 晋朝新蔡王 384年－402年 | 繼任： 司馬惠 |